# Dahlia merckii
Dahlia merckii là một loài thực vật có hoa trong họ Cúc. Loài này được Lehm. mô tả khoa học đầu tiên năm 1839.